# Marokkaans basketbalteam (mannen)
Het Marokkaans basketbalteam is een team van basketballers dat Marokko vertegenwoordigt bij internationale wedstrijden.

## Resultaten van Marokko in de Afrika Cup
- Egypte 1962: 3e
- Marokko 1964: 2e
- Tunesië 1965: kampioen
- Marokko 1968: 2e
- Egypte 1970: geen deelname
- Senegal 1972: 7e
- Centraal-Afrikaanse Republiek 1974: geen deelname
- Egypte 1975: geen deelname
- Senegal 1978: 5e
- Marokko 1980: 3e
- Somalië 1981: geen deelname
- Egypte 1983: geen deelname
- Ivoorkust 1985: geen deelname
- Tunesië 1987: geen deelname
- Angola 1989: 9e
- Egypte 1992: 10e
- Kenia 1993: geen deelname
- Algerije 1995: 6e
- Senegal 1997: geen deelname
- Angola 1999: 11e
- Marokko 2001: 6e
- Egypte 2003: 8e
- Algerije 2005: 6e
- Angola 2007: 10e
- Libië 2009: 12e
- Madagascar 2011: 8e
- Ivoorkust 2013: 8e
- Tunesië 2015: 13e
- Senegal/Tunesië 2017: 4e

## Huidige selectie
| Speler                | Lengte | Geboortejaar | Huidige club                      |
| --------------------- | ------ | ------------ | --------------------------------- |
| Hicham Alaoui         |        |              | FUS Rabat                         |
| Alaedine Asly         |        |              | Wydad Casablanca                  |
| Adil Baba             |        |              | FUS Rabat                         |
| Nabil Bakkas          | 198 cm | 1979         | Maghreb Fès                       |
| Yassine Bassine       | 196 cm | 1984         | Sapela Basket 13                  |
| Mounir Bouhlal        | 207 cm | 1979         | Wydad Casablanca                  |
| Khalid Bouibi         | 181 cm | 1977         | SMUC Marseille                    |
| Jawad Dabhi           | 196 cm | 1985         | Olympique d'Antibes Juan-les-Pins |
| Naim El Khadar        | 183 cm | 1978         | ICAM Lille                        |
| Marouane El Moutalibi | 192 cm | 1982         | FUS Rabat                         |
| Mohamed Hjira         | 202 cm |              | Maghreb Fès                       |
| Bassim Houari         | 200 cm | 1977         | Maghreb Fès                       |
| Karim Houari          | 187 cm | 1972         | Aurore Vitre                      |
| Mustapha Khalfi       | 173 cm |              | Raja Casablanca                   |
| Zakaria Masbahi       |        | 1979         | TS Casablanca                     |
| Mohammed Mouak        | 191 cm | 1978         | FUS Rabat                         |
| Reda Rhalimi          | 213 cm |              | PAOK (A1 Ethniki)                 |
| Madjoule Saati        | 212 cm | 1981         | Poligny                           |
| Noureddine Sekour     | 195 cm | 1981         | Xavier-New Orleans (NAIA)         |
| Younes Ait Tabassir   | 185 cm | 1980         | Gries-Obenhoffen                  |